# کولروو لسکینن
کولروو لسکینن (۱۵ سپتامبر ۱۹۰۸ – ۲۵ ژوئیه ۱۹۸۹) یک تیرانداز ورزشی فنلاندی بود. او در بازی‌های المپیک تابستانی ۱۹۴۸ و و المپیکتابستانی ۱۹۵۲شرکت کرد.